# Pahonia
Pahonia (en ruteno: Погоня) es un escudo de armas bielorruso derivado del escudo de armas del Gran Ducado de Lituania. El Pahonia se continuó usando hasta que Bielorrusia y Lituania fueron anexionadas a la Rusia imperial en 1795, aunque el escudo de armas fue incorporado en el escudo de armas Imperial. La idea de adoptar el escudo de armas del Gran Ducado de Lituania fue ensalzada por el poeta bielorruso Maksim Bagdanóvich en su poema Pahonia.
El Pahonia hace referencia al escudo del Consejo de la República Popular Bielorrusa en el Exilio.
El escudo de armas fue reconocido en 1918 cuando la efímera República Popular Bielorrusa utilizó el Pahonia como parte de su emblema nacional. Más recientemente, el Pahonia fue el escudo de armas oficial a partir de 1991, cuando Bielorrusia se declaró independiente tras la disolución de la Unión Soviética. Desde que se adoptó como el emblema oficial de Bielorrusia, grupos de oposición como el Frente Popular Bielorruso han usado el Pahonia como parte de sus propios símbolos de partido o como una forma de protesta contra el líder bielorruso Aleksandr Lukashenko.

## Historia
A pesar de que los bielorrusos comparten una identidad étnica y una lengua bielorrusa distintas, nunca antes habían tenido una soberanía política antes de 1918. Según el vexilólogo Whitney Smith, los símbolos nacionales bielorrusos únicos no se crearon hasta el siglo XX, como consecuencia del dominio extranjero de las territorios bielorrusos por Prusia, Polonia, Lituania y Rusia. El historiador ruso del siglo XVIII Vasili Tatíshchev, que en ese momento pudo consultar la posteriormente perdida Crónica de Pólotsk, sostuvo que "desde tiempos inmemoriales el escudo de armas de Bielorrusia [Rusia Blanca] representaba a un caballero a caballo con su espada en alto".
El Pahonia era el emblema estatal de la República Democrática Bielorrusa. También aparecía en una postal impresa por el gobierno de la República Democrática Bielorrusa como símbolo de la mayoría de los “voivodatos bielorrusos”. Desde entonces, la Rada de la República Popular Bielorrusa, el gobierno en el exilio, lo utiliza como el “símbolo estatal de Bielorrusia”.
Al mismo tiempo, los nacionalistas bielorrusos consideraban al Gran Ducado de Lituania como una forma histórica del Estado bielorruso junto con los principados medievales de Polotsk, Turov y otros. En los primeros años del Estado lituano, los cultura rutena dominaban la región. Los lituanos permitieron que sus vasallos eslavos orientales siguieran siendo Ortodoxa, mantuvieran sus privilegios y autoridad en las áreas locales. Ampliamente influenciados por su superioridad numérica Los súbditos rutenos, los lituanos, reorganizaron su ejército, su administración gubernamental y sus sistemas jurídico y financiero según los modelos rutenos. Un predecesor del idioma bielorruso, el ruteno (también llamado bielorruso antiguo por varias fuentes), se utilizó como lengua administrativa entre los siglos XIV y XVI en el Gran Ducado de Lituania. Según James H. Bater, la casta guerrera lituana gobernante se casó extensamente con la nobleza que gobernaba los principados vasallos de los eslavos orientales y aceptó la ortodoxia. Según Richard Antony French, bajo el gobierno lituano, los bielorrusos tenían una autonomía considerable.
Esto llevó a que la Pahonia, uno de los símbolos del Gran Ducado de Lituania, fuera aceptada por los nacionalistas bielorrusos como símbolo de Bielorrusia desde principios del siglo XX. siglo. Fue el escudo de armas oficial de la República Democrática Bielorrusa desde 1918. Fue prohibido en la URSS, pero fue utilizado ampliamente y consistentemente por la diáspora bielorrusa posterior a la Segunda Guerra Mundial. Pahonia fue el primer escudo de armas de la República de Bielorrusia en 1991-1995. Desde 1995, se ha convertido en uno de los símbolos de la oposición democrática al presidente Aleksandr Lukashenko, particularmente durante las Protestas en Bielorrusia de 2020-2021.

## Galería

Escudo de la República Popular Bielorrusa (1918)
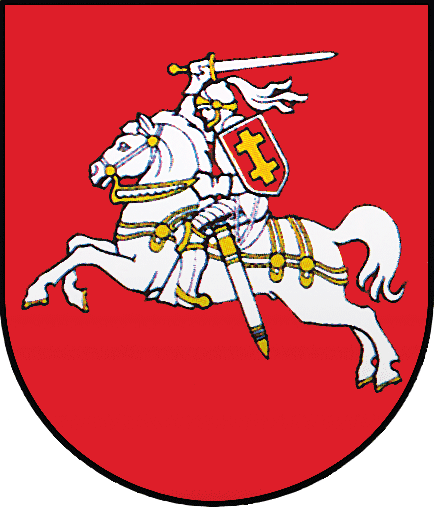
Escudo de Lituania (1990-1991)
Escudo de Bielorrusia (1991-1995)